# Smålandsleden
Smålandsleden är en vandringsled i Småland i Sverige. Den sträcker sig cirka 900 km över ett mycket stort område mellan Kinnared i Hylte kommun i sydväst, Gränna i Jönköpings kommun i norr, Hätte i Tranås kommun i nordost, Mariannelund i Eksjö kommun i öster, Högarps by i Vetlanda kommun i sydost och Asa i Växjö kommun i syd. Den går genom Jönköpings län, Kronobergs län och Hallands län.
Leden utgörs av av nio leder och är en del av Europavandringsled E6.

## Att vandra längs Smålandsleden
Vandringen är varierande och passar både nybörjare och erfarna vandrare, mycket beroende på vilken sträcka av leden man väljer, hur fort man väljer att vandra, om man väljer att bo i stuga eller att tälta, hur länge man planerar att vara ute etcetera.
Längs leden finns vindskydd med eldplatser anlagda. Observera uppslag med varningar om eldförbud och kolla upp innan du ger dig ut.